# نکسان

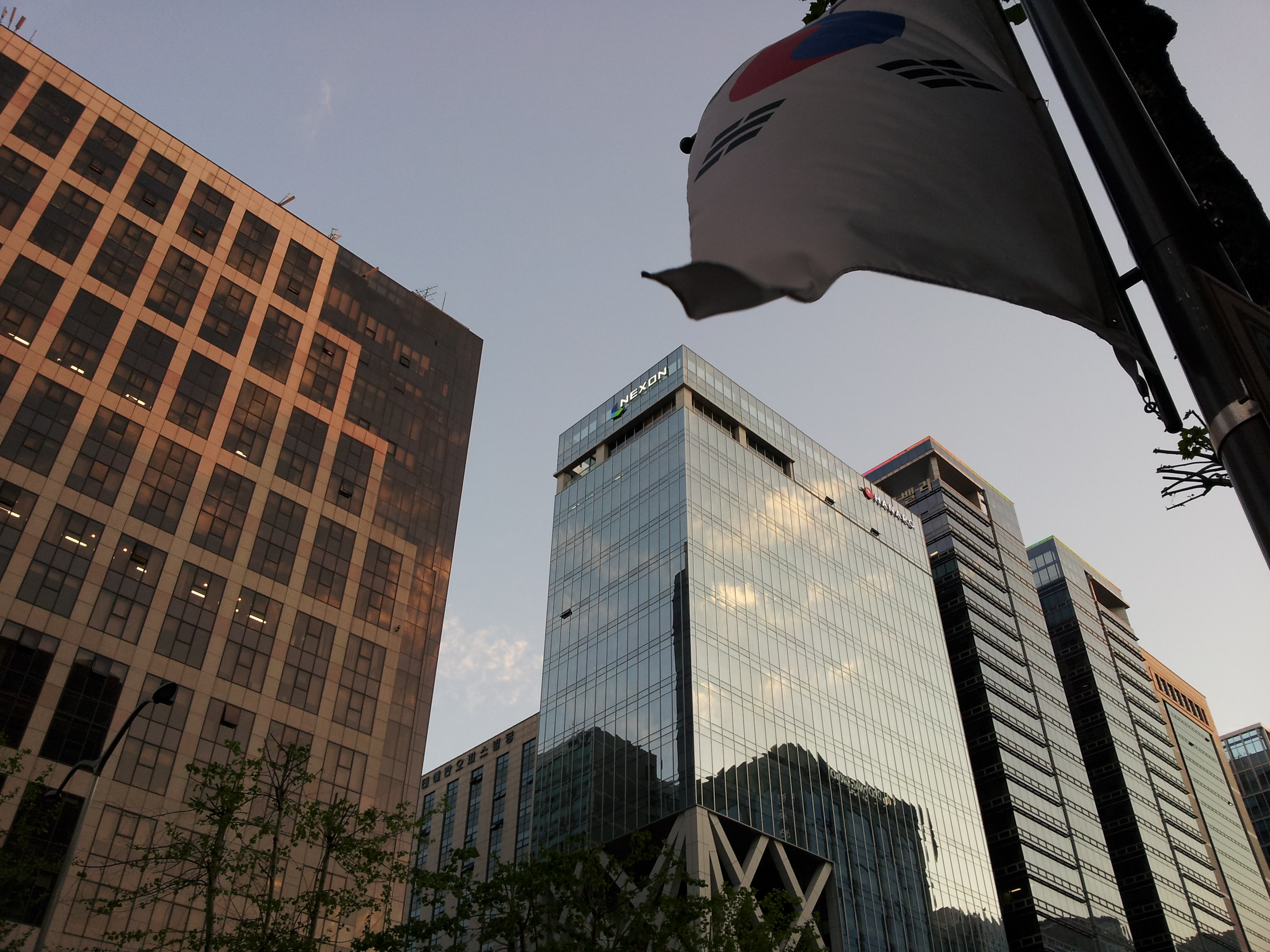
نکسان

نکسان (انگلیسی: Nexon) شرکت چندملیتی بازی‌های ویدئویی کره‌ای-ژاپنی است، که در زمینه تولید بازی‌های آنلاین، بازی‌های کامپیوتر و موبایل، فعالیت می‌نماید.
شرکت نکسان در سال ۱۹۹۴ توسط کیم جانگ-جو و جیک سانگ در شهر سئول، کره جنوبی تأسیس شد و در سال ۲۰۰۵ به کشور ژاپن منتقل شد.
دفتر مرکزی این شرکت در شهر توکیو، ژاپن قرار دارد و بخشی از سهام آن در بازار بورس توکیو معامله می‌شود.